# Moulin Gentrey
Le Moulin Gentrey est une ancienne féculerie devenue musée établi sur la commune d'Harsault (Vosges).

## Une ancienne féculerie

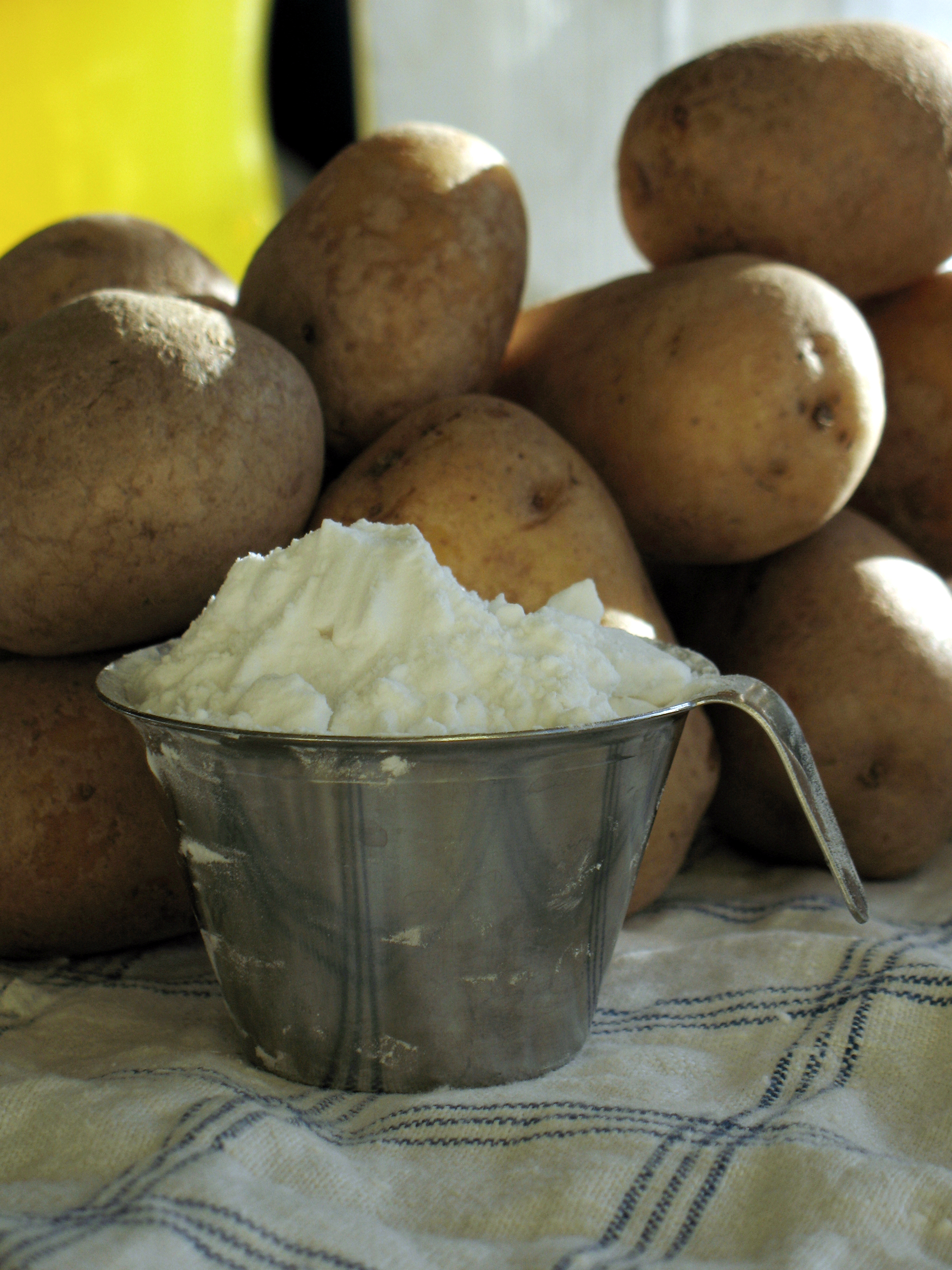
Fécule de pomme de terre.

Le Moulin Gentrey ou féculerie Beaudoin est un ancien site de production de fécule de pomme de terre situé sur le ruisseau des Cailloux, un affluent du Côney. 
Ce moulin, du nom d'anciens propriétaires, était, avant d'être transformé en féculerie un moulin produisant de l'huile de faînes.
Cette féculerie, ouverte vers 1865, continua son activité jusqu'en 1967. Elle passe pour avoir été une des dernières  en activité dans les Vosges. Une association loi de 1901,  Les Kémottes, se crée en 2007 pour réhabiliter l’ancien site du Moulin Gentrey, créer un centre de vie, valoriser un patrimoine naturel et traditionnel en développant des activités éducatives, touristiques et économiques liées à la pomme de terre dans son exploitation, sa transformation et sa valorisation. Kémottes ou Quémottes est le nom donné localement aux pommes de terre.
Les pommes de terre de variétés dites féculières, très riches en amidon, commencent à être traitée industriellement à partir des années 1810 en Alsace mais on produisait de la fécule  dans d'autres régions, la Lorraine, le Forez ou la Picardie. Cependant, au cours du XIXe siècle, les Vosges et la Vôge vont devenir la région phare de cette production, la grande pureté des eaux se révélant nécessaire aux procédés de fabrication et l'eau acide des Vosges permet de produire une fécule blanche et brillante d'excellente qualité. La première féculerie des Vosges fut construite à Fresse en 1833, en 1868 on compte 293 féculeries dans les Vosges. Le département est en 1900 le sixième producteur de pommes de terre. La fécule dite fécule d'Épinal, nom donné à la fécule produite dans les Vosges, reçoit de nombreuses récompenses aux expositions universelles.

### Le musée
Le musée permet de redécouvrir la technique de fabrication de la fécule à travers les outils et les machines. La visite commence en suivant le canal d'amenée qui guidait l'eau vers la grande roue du moulin. La roue à eau redistribuait l'énergie aux différentes machines de la féculerie. Puis on suit le long parcours de la pomme de terre de la cave où elle est entreposée en passant par le  ban de lavage, la râpe, les tamis, le séchage et le blutage jusqu'au conditionnement de la fécule enfin obtenue dans des sacs de jute de 100 kg.
La Vôge comptait au milieu du XIXe siècle une douzaine de féculeries sur son territoire : à Bains-les-Bains, La Chapelle-aux-Bois, Gruey-lès-Surance, Hautmougey, Les Voivres et bien sûr à Harsault. Le musée du Moulin Gentrey a pour ambition de réunir des objets et des documents concernant toutes ces petites féculeries qui furent si importantes pour l'économie locale durant un siècle.

## Sources
- Charles Charton, Histoire de l'introduction de la pomme-de-terre dans les Vosges, Annales de la Société d’Émulation du Département des Vosges, p. 159, 1867.

Auteur	Société d'Émulation du Département des Vosges
Publié	1868
- Fonds de la Féculerie coopérative des Noëlles-Cheniménil Répertoire numérique détaillé établi par Sébastien Rembert, attaché de conservation du patrimoine. Archives départementales des Vosges, 2010
- Déposition de M. Noël, maître de forges, cultivateur à Thunimont et maire de la commune d'Harsault., page 207, Enquête agricole de la France, Commission supérieure de l'enquête agricole, ed.Imprimerie impériale, 1868.
- Stéphane Louis, Les féculiers vosgiens, Généalogie Lorraine, n°136, juin 2006.
- Vosges Matin, Sabine Lesur, Une roue à eau neuve pour le Moulin Gentrey, dimanche 8 juillet 2012, n°1261.